# Sandokan

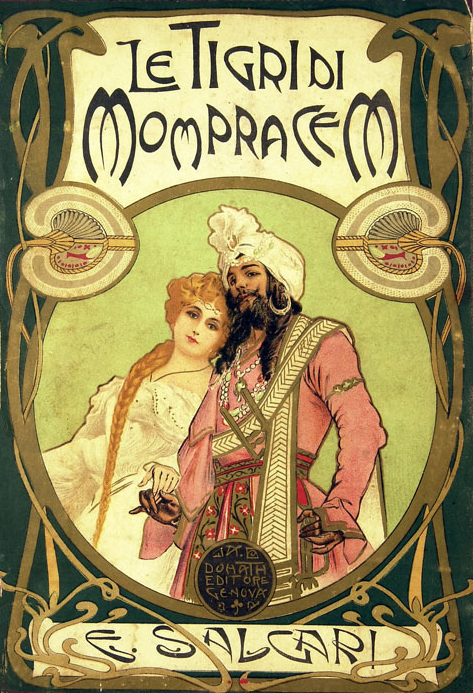
A capa de "Os Tigres de Mompracem"

Sandokan é um personagem criado pelo escritor italiano Emilio Salgari. É o herói de uma série de onze aventuras tendo aparecido pela primeira vez em 1883.
Sandokan é um pirata do século XIX que combate o Império Britânico e a Companhia das Índias, sendo conhecido nos Mares do Sul como o "Tigre da Malásia".
Sandokan era de origem real mas, por vingança a quem lhe assassinou a família, transforma-se num terrível pirata. Tinha como companheiro inseparável Yanez De Gomera, um português aventureiro e era apaixonado por Marianne, uma bela órfã.
A RAI produziu, em 1976, uma série de 6 episódios com o protagonista interpretado pelo artista indiano Kabir Bedi. A série teve assinalável êxito em Portugal.

## Os livros
Emilio Salgari escreveu vários livros com as suas aventuras (Sandokan e Yanes são introduzidos na terceira obra, "Os Tigres de Mompracem"):
- Os Mistérios da Selva Negra (I Misteri della Jungla Nera, 1895)
- Os Piratas da Malásia (I Pirati della Malesia, 1896)
- Os Tigres de Mompracem (Le Tigri di Mompracem, 1900)
- Os Dois Tigres (Le due Tigri, 1904)
- O Rei do Mar (Il Re del Mare, 1906)
- A conquista de um império (Alla conquista di un impero, 1907)
- A revanche de Sandokan (Sandokan alla riscossa, 1907)
- A reconquista de Mompracem (La riconquista del Mompracem, 1908)
- O falso Brâmane (Il Bramino dell'Assam, 1911)
- A queda de um império (La caduta di un impero, 1911)
- A Vingança de Yanez (La rivincita di Yanez, 1913)